# Saponay
Saponay és un municipi francès situat al departament de l'Aisne i a la regió dels Alts de França. L'any 2007 tenia 259 habitants.

## Demografia

### Població
El 2007 la població de fet de Saponay era de 259 persones. Hi havia 96 famílies de les quals 24 eren unipersonals (20 homes vivint sols i 4 dones vivint soles), 24 parelles sense fills i 48 parelles amb fills.
La població ha evolucionat segons el següent gràfic:
Habitants censats

### Habitatges
El 2007 hi havia 121 habitatges, 95 eren l'habitatge principal de la família, 18 eren segones residències i 8 estaven desocupats. Tots els 121 habitatges eren cases. Dels 95 habitatges principals, 80 estaven ocupats pels seus propietaris i 15 estaven llogats i ocupats pels llogaters; 2 tenien dues cambres, 13 en tenien tres, 27 en tenien quatre i 54 en tenien cinc o més. 60 habitatges disposaven pel capbaix d'una plaça de pàrquing. A 35 habitatges hi havia un automòbil i a 47 n'hi havia dos o més.

### Piràmide de població
La piràmide de població per edats i sexe el 2009 era:
| Homes | Edats   | Dones |
| ----- | ------- | ----- |
| 0     | 95 o +  | 0     |
| 4     | 90 a 94 | 4     |
| 0     | 85 a 89 | 4     |
| 4     | 80 a 84 | 0     |
| 0     | 75 a 79 | 12    |
| 0     | 70 a 74 | 0     |
| 8     | 65 a 69 | 8     |
| 0     | 60 a 64 | 8     |
| 4     | 55 a 59 | 0     |
| 0     | 50 a 54 | 4     |
| 4     | 45 a 49 | 0     |
| 12    | 40 a 44 | 8     |
| 0     | 35 a 39 | 12    |
| 20    | 30 a 34 | 8     |
| 8     | 25 a 29 | 16    |
| 4     | 20 a 24 | 4     |
| 4     | 15 a 19 | 12    |
| 12    | 10 a 14 | 4     |
| 20    | 5 a 9   | 8     |
| 4     | 0 a 4   | 8     |

## Economia
El 2007 la població en edat de treballar era de 176 persones, 120 eren actives i 56 eren inactives. De les 120 persones actives 103 estaven ocupades (63 homes i 40 dones) i 17 estaven aturades (7 homes i 10 dones). De les 56 persones inactives 14 estaven jubilades, 24 estaven estudiant i 18 estaven classificades com a «altres inactius».

### Ingressos
El 2009 a Saponay hi havia 100 unitats fiscals que integraven 257 persones, la mediana anual d'ingressos fiscals per persona era de 17.251 €.

### Activitats econòmiques
Dels 8 establiments que hi havia el 2007, 2 eren d'empreses de construcció, 4 d'empreses de comerç i reparació d'automòbils i 2 d'entitats de l'administració pública.
Dels 2 establiments de servei als particulars que hi havia el 2009, 1 era un paleta i 1 electricista.
Dels 2 establiments comercials que hi havia el 2009, 1 era un hipermercat i 1 un supermercat.
L'any 2000 a Saponay hi havia 3 explotacions agrícoles.

## Equipaments sanitaris i escolars
L'únic equipament sanitari que hi havia el 2009 era una ambulància.

## Poblacions més properes
El següent diagrama mostra les poblacions més properes.